# Irisberto Herrera
Irisberto Herrera (* 7. Dezember 1968 in Las Tunas) ist ein kubanisch-spanischer Schachspieler.
Er gewann die kubanische Einzelmeisterschaft der Junioren 1986. Internationaler Meister wurde er 1989. Kubanischer Einzelmeister wurde er 1996, geteilt mit Julio Becerra. Im selben Jahr spielte er für die kubanische Nationalmannschaft bei der Schacholympiade. Seit 1999 trägt er den Titel Schachgroßmeister. Seine Elo-Zahl beträgt 2438 (Stand: Oktober 2015), er wird jedoch bei der FIDE als inaktiv geführt, da er nach der Madrider Mannschaftsmeisterschaft 2012/13 keine Elo-gewertete Partie mehr gespielt hat. Im Juli 1998 erreichte er seine höchste Elo-Zahl von 2487.
In der spanischen Mannschaftsmeisterschaft spielte er 2007 und 2008 für CA Reverté Albox.
Seit 1996 verbrachte er mehr Zeit im spanischen Galicien als in seinem Heimatland Kuba und entschied sich, die spanische Staatsangehörigkeit anzunehmen. Seit 2007 ist er bei der FIDE für den spanischen Verband gemeldet, er spielte allerdings nach 2004 nur noch Mannschaftsturniere auf spanischer und regionaler Ebene. Er erteilt seit 2006 in Madrid an mehreren Schulen Schachunterricht und ist Veranstalter von Schachturnieren.